# Albert Ellis
Albert Ellis (27 septembrie 1913, Pittsburg, Pennsylvania - 24 iulie 2007, New York) a fost un psiholog american, evreu de origine, unul din părinții psihoterapiei comportamentale-cognitive, fondatorul terapiei rațional-emotive comportamentale. A scris și publicat 75 cărți și 1200 articole.

## Biografia

### Copilăria
Albert Ellis s-a născut în anul 1913 la Pittsburg, Pennsylvania, ca primul dintre cei trei copii ai lui Henry Ellis și Hatty Ellis. La vârsta de 4 ani, familia s-a mutat la New York, unde a trăit Ellis toată viața. Tatăl sau era agent de vânzări și lipsea de acasă lungi perioade de timp. Când era acasă,  era ocupat cea mai mare parte a vremii cu problemele sale și petrecea cu copiii doar câteva minute pe zi. Părinții lui Ellis au divorțat când el avea 12 ani și de atunci, tatăl a păstrat o legătură superficială cu copiii și a dat familiei un suport financiar minimal. După spusele lui Ellis, și mama sa, suferindă de boala afectivă bipolară, era concentrată mai mult asupra vieții ei personale și nu acorda prea multă atenție copiilor și gospodăriei.
În afară de neglijența percepută de Ellis din partea părinților săi , el a fost un copil bolnăvicios, care a suferit de nefrită, fiind internat mai multe ori în spitale pentru lungi perioade de timp și i s-a interzis să joace cu alți copii. Când stătea în spital treceau uneori mai multe săptămâni până ce îl vizitau părinții.
Ellis s-a descris ca fiind pe atunci un copil timid și introvertit, care se ferea să participe la situații sociale precum spectacole școlare și legături cu fetele. Ca urmare a limitei ce i-a fost impusă asupra jocurilor cu copiii, și-a găsit din copilărie un interes în activități intelectuale, citind până la vârsta de 8 ani toate volumele enciclopediei din biblioteca familiei. Ellis credea că împrejurările dificile din copilărie l-au facut sa devină un eficient și tenace rezolvator de probleme și să-și folosească calitățile intelectuale în găsirea soluțiilor optime în confruntarea cu greutățile vieții, în loc de a capitula în fața suferinței emoționale.

### Anii de tinerețe
Ellis a învățat la o școală comercială până la vârsta de 16 ani, terminând pe locul 7 dintre 150 elevi. Voia să devină scriitor, dar înțelegând ca va trebui să se întrețină singur pâna ce va reusi ca scriitor, s-a înscris la vârsta de 17 ani la un colegiu de administrație și business  pentru a deveni contabil. 
Criza economică mondială care a izbucnit în anul 1929 i-a spulberat planurile de a se îmbogăți.  
La vârsta de 20 ani și ceva Ellis a izbutit să-și vindece frica de a vorbi în public și fobia de a se adresa femeilor. După părerea sa, ceea ce l-a ajutat au fost învățămintele pe care le-a tras din citirea cărților de filozofie practică și aplicarea tehnicilor de desensitizare sistematică. 
La 19-28 ani Ellis a scris 28 romane, piese de teatru și cărți de versuri, din care nu a publicat niciuna. În plus, a scris niște lucrări despre sexualitate, filozofie și politică. Ca urmare a interesului său pentru aceste domenii, unii din prietenii săi au început să i se adreseze pentru sfaturi, iar Ellis a descoperit cu această ocazie ca această ocupație îi producea o mare satisfacție.
La 28 ani a hotărât să învețe psihologia.

### Studiile de psihologie
În anul 1942 Ellis a început să studieze psihologia la Universitatea Columbia. Într-un a terminat titlul de master în psihologie clinică, apoi a continuat studiile pentru doctorat. Subiectul cercetării sale era începutul sentimentelor de dragoste ale studentelor de la universitate. Deoarece profesorii s-au împotrivit acestui subiect controversat, Ellis a acceptat să schimbe subiectul tezei în comparația dintre formularea directă și cea indirectă în redactarea chestionarelor de personalitate. Cu toate acestea, găsind mai apoi că acest din urmă subiect nu-l interesează prea mult, s-a întors la studiul problemelor psihologice legate de sexualitate, dragoste și al terapiei psihologice.

### Cariera profesională
Ellis a început în anul 1943 ca terapeut particular în modestul său cabinet, după ce a obținut titlul de master în psihologia clinică. După ce a terminat doctoratul a primit postul de psiholog senior într-o policlinică de sănătate psihică. În acea vreme Ellis a publicat deja articole în legătură cu sexualitatea și cu testele de personalitate. În anul 1949 a fost numit psiholog șef al Centrului de diagnostic din New Jersey. Până la sfârșitul anilor 1950 a publicat 46 articole și a scris o carte intitulată „Folclorul sexului”

#### Anii 1970-1980
Prin cărți, articole și conferințe în fața profesioniștilor și a largului public Ellis și-a difuzat treptat teoriile originale. Terapia comportamentală-cognitivă pe care a dezvoltat-o s-a bucurat în anii 1970 de o mare apreciere în rândurile terpeutilor din domeniul sănătatii psihice în Statele Unite. 
Au început atunci să apară și articole și cărți care se concentrau asupra teoriei și rezultatelor tratamentelor psihologice.
La începutul anilor 1980 Ellis s-a bucurat de o mare influență în sectorul psihoterapiei și al consilierii psihologice în țara sa. În anul 1985  i s-a decernat Premiul Asociației Americane de Psihologie pentru contribuția deosebită la știința comportamentului uman.În anii 1980 terapia sa rațional emotivă a devenit cunoscută și aplicată în întreaga lume. În țări ca Australia, Marea Britanie, Canada, Germania,Mexic, Israel și altele au luat ființă institute de tratament și perfecționare în domeniul terapiei pe care a promovat-o.În acei ani au fost publicate și mai multe cărți care s-au ocupat de aplicarea acestei terapii într-un număr variat de probleme psihiatrice și psihologice ca alcoolismul, dependența de droguri,  tulburările anxioase și în contextul terapiei de cuplu și a celei familiale.

#### Ultimii ani
Până ce s-a îmbolnăvit la vârsta de 92 ani, Albert Ellis a lucrat 16 ore pe zi scriind cărți și articole, tratând pacienți și predând. Și atunci când s-a îmbolnăvit serios a continuat să primească studenți în centrul de reabilitare în care era internat și a chiar a conferențiat din patul său de spital.  
În ultimii ani ai vieșii el continuase munca, în ciuda pierderii semnificative a auzului, ajutat fiind de soția sa. Umorul a jucat un rol însemnat în filozofia sa și Ellis s-a folosit de el în toate dificultățile din viață, dând pilde în acest spirit auditorilor și discipolilor săi.

## Terapia Rațional Emotivă Comportamentală REBT
Terapia Rațional Emotivă Comportamentală este o metodă de terapie cognitivă-comportamentală  care se concentrează pe tiparele de gândire și reacțiile emoționale și comportamentele care le însoțesc. Modelul ABC al acestei terapii arată că nu evenimentele adverse A determină reacția emoțională sau comportamentală ci gândurile despre evenimente - B (belief) Conform acestui model, tipare de gândire irațională sunt cele care cauzează reacții emoționale și comportamentale negative și nefuncționale.Scopul terapiei este de a identifica, a aprecia și schimba tiparele de gândire irațională cu tipare de gândire rațională, cu ajutorul unor tehnici cognitive, emotive și comportamentale.
Elaborarea la origine a teoriei lui Ellis a fost influențată de mai mulți factori: citirea scrierilor filozofilor antici ca cei din școala stoică ca Marcus Aurelius și Epictet și moderni - precum Kant, Karl Popper, Bertrand Russell, concepțiile altor psihoterapeuți ca Alfred Adler, Karen Horney și experiențele sale personale ca de pildă modul în care și-a învins timiditatea în tinerețe.  
Citatul din Epictet  „Oamenii nu sunt preocupați de lucruri ci de punctele de vedere din care ei le văd” este citat permanent în cărțile de REBT, el descriind unul din principiile principale ale acestei terapii.
În practica sa ca psihanalist Ellis a observat că integrarea unor de intervenții active, directe, în tratament - ca de exemplu sfaturi, furnizarea de informații, au contribuit mai mult la progresul terapiei decât psihanaliza singură, și a devenit critic față de atitudinea pasivă și neștiințifică în ochii săi a psihanalizei.În acelaș timp Ellis a început să elaboreze principiile și tehnicile unei terapii pe care a numit-o „rațională”.    
Până în anul 1953 Ellis a abandonat aproape cu totul psihanaliza și a început să-și zică „psihoterapist”  în loc de „psihanalist”. În anul 1956 el a prezentat pentru prima dată terapia sa rațională în fața congresului Asociatiei Psihologilor Americani, iar în anul 1957 a publicat primul său articol cu acest subiect.  
Ellis și-a numit noua sa metodă terapie rațională pentru că voia sa accentueze  legătura dintre gândirea rațională și adaptarea psihologică.A fost acuzat că face abstracție de rolul emoției în comportamentul omenesc și în problemele psihologice, și atunci pentru a clarifica aceasta neînțelegere,
a schimbat numele terapiei sale în rațional emotivă. În anul 1993 el a schimbat încă odată numele ei în terapie rațional emotivă comportamentală, pentru a sublinia folosirea  tehnicilor comportamentale și a exercițiilor de efectuat acasă.
Ellis nu a încetat să scrie și să conferențieze despre terapia pe care a imaginat-o, și a trezit interesul profesioniștilor începând cu sfârșitul anilor 1950. În anul 1957 a publicat primul din seria de manuale de auto-ajutor bazate pe teoria sa.În anul 1959 el a deschis Institutul de terapie rațional emotivă în care a efectuat tratamente în grup și individual. 
În anul 1962 Ellis a perfecționat și publicat o mare parte din articolele sale din trecut într-o carte intitulată „Insight și emoție în psihoterapie”. În ea a încercat să-și prezinte într-un mod sistematic și cuprinzător ideile asupra terapiei sale, sursele si componentele ei centrale. El a comparat metoda sa cu alte tipuri de terapii, a încercat să replice la criticile asupra teoriei sale,   .

## Contribuția sa profesională
Concentrarea lui Ellis asupra cogniției in contextul sursei tulburării emoționale și al terapiei ei, a reprezentat una din influențele centrale pe care el le-a exercitat asupra evoluției psihoterapiei și a consilierii  psihologice. El a fost primul terapeut care a atribuit cogniției un rol central în caracterizarea starii psihice a unei persoane ca sănătoasă sau maladivă și a cristalizat o teorie și o metodă de tratament care a pun în centru schimbarea gândurilor nefuncționale ca mijloc central de cură a tulburării psihice. Ellis a accentuat însemnătatea eforturilor pacientului în procesul terapeutic, prin care acesta învață deprinderea unor tehnici și aptitudini  care îl vor ajuta să combată gândurile ilogice. Ellis a subliniat însemnătatea auto-ajutorului, prin intermediul exercițiilor de efectuat acasă, a formularelor de auto-ajutor și a unor materiale psiho-educative. El nu a fost primul care a dat pacienților teme pentru acasă, dar a fost printre primii psihoterapiști care s-au folosit de această tehnică în mod sistematic în procesul terapeutic. 
De asemenea, Ellis a fost printre primii care au publicat manuale de auto-ajutor destinate publicului larg.
A fost un pionier al tratamentelor active directive, găsind că majoritatea pacienților au beneficiat de învățarea cu terapeutul a principiilor și tehnicilor  terapiei.